# My Chemical Romance/Diskografie
Diese Diskografie ist eine Übersicht über die musikalischen Werke der US-amerikanischen Rockband My Chemical Romance. Den Schallplattenauszeichnungen zufolge hat sie bisher mehr als 47,8 Millionen Tonträger verkauft, davon alleine in ihrer Heimat über 37,7 Millionen. Ihre erfolgreichste Veröffentlichung ist das dritte Studioalbum The Black Parade mit über 5,7 Millionen verkauften Einheiten.

## Alben

### Studioalben
| Jahr | Titel Musiklabel                                                           | Höchstplatzierung, Gesamtwochen, AuszeichnungChartplatzierungen (Jahr, Titel, Musiklabel, Platzierungen, Wochen, Auszeichnungen, Anmerkungen) | Höchstplatzierung, Gesamtwochen, AuszeichnungChartplatzierungen (Jahr, Titel, Musiklabel, Platzierungen, Wochen, Auszeichnungen, Anmerkungen) | Höchstplatzierung, Gesamtwochen, AuszeichnungChartplatzierungen (Jahr, Titel, Musiklabel, Platzierungen, Wochen, Auszeichnungen, Anmerkungen) | Höchstplatzierung, Gesamtwochen, AuszeichnungChartplatzierungen (Jahr, Titel, Musiklabel, Platzierungen, Wochen, Auszeichnungen, Anmerkungen) | Höchstplatzierung, Gesamtwochen, AuszeichnungChartplatzierungen (Jahr, Titel, Musiklabel, Platzierungen, Wochen, Auszeichnungen, Anmerkungen) | Höchstplatzierung, Gesamtwochen, AuszeichnungChartplatzierungen (Jahr, Titel, Musiklabel, Platzierungen, Wochen, Auszeichnungen, Anmerkungen) | Anmerkungen                                                  |
| Jahr | Titel Musiklabel                                                           | DE | AT | CH | UK | US | Rock | Anmerkungen                                                  |
| ---- | -------------------------------------------------------------------------- | --- | --- | --- | --- | --- | --- | ------------------------------------------------------------ |
| 2002 | I Brought You My Bullets, You Brought Me Your Love Eyeball Records         | — | — | — | UK— GoldUK | — | — | Erstveröffentlichung: 23. Juli 2002 Verkäufe: + 100.000      |
| 2004 | Three Cheers for Sweet Revenge Reprise Records (WMG)                       | DE20 (4 Wo.)DE | AT54 (2 Wo.)AT | — | UK9 Platin · (… Wo.)UK | US6 ×3Dreifachplatin · (… Wo.)US | Rock1 (… Wo.)Rock | Erstveröffentlichung: 8. Juni 2004 Verkäufe: + 3.827.500     |
| 2006 | The Black Parade Reprise Records (WMG)                                     | DE11 (14 Wo.)DE | AT4 (20 Wo.)AT | CH18 (6 Wo.)CH | UK2 ×3Dreifachplatin · (66 Wo.)UK | US2 ×4Vierfachplatin · (125 Wo.)US | Rock1 (110 Wo.)Rock | Erstveröffentlichung: 20. Oktober 2006 Verkäufe: + 5.767.500 |
| 2010 | Danger Days: The True Lives of the Fabulous Killjoys Reprise Records (WMG) | DE18 (5 Wo.)DE | AT15 (4 Wo.)AT | CH25 (3 Wo.)CH | UK14 Gold · (25 Wo.)UK | US8 Gold · (15 Wo.)US | Rock1 (16 Wo.)Rock | Erstveröffentlichung: 19. November 2010 Verkäufe: + 615.000  |

grau schraffiert: keine Chartdaten aus diesem Jahr verfügbar

### Livealben
| Jahr | Titel Musiklabel                                | Höchstplatzierung, Gesamtwochen, AuszeichnungChartplatzierungen (Jahr, Titel, Musiklabel, Platzierungen, Wochen, Auszeichnungen, Anmerkungen) | Höchstplatzierung, Gesamtwochen, AuszeichnungChartplatzierungen (Jahr, Titel, Musiklabel, Platzierungen, Wochen, Auszeichnungen, Anmerkungen) | Höchstplatzierung, Gesamtwochen, AuszeichnungChartplatzierungen (Jahr, Titel, Musiklabel, Platzierungen, Wochen, Auszeichnungen, Anmerkungen) | Höchstplatzierung, Gesamtwochen, AuszeichnungChartplatzierungen (Jahr, Titel, Musiklabel, Platzierungen, Wochen, Auszeichnungen, Anmerkungen) | Höchstplatzierung, Gesamtwochen, AuszeichnungChartplatzierungen (Jahr, Titel, Musiklabel, Platzierungen, Wochen, Auszeichnungen, Anmerkungen) | Höchstplatzierung, Gesamtwochen, AuszeichnungChartplatzierungen (Jahr, Titel, Musiklabel, Platzierungen, Wochen, Auszeichnungen, Anmerkungen) | Anmerkungen                                             |
| Jahr | Titel Musiklabel                                | DE | AT | CH | UK | US | Rock | Anmerkungen                                             |
| ---- | ----------------------------------------------- | --- | --- | --- | --- | --- | --- | ------------------------------------------------------- |
| 2006 | Life on the Murder Scene Reprise Records (WMG)  | — | — | — | UK53 Gold · (2 Wo.)UK | US30 (5 Wo.)US | Rock9 (2 Wo.)Rock | Erstveröffentlichung: 21. März 2006 Verkäufe: + 100.000 |
| 2008 | The Black Parade Is Dead! Reprise Records (WMG) | DE51 (1 Wo.)DE | AT24 (3 Wo.)AT | — | UK12 Silber · (4 Wo.)UK | US22 (3 Wo.)US | Rock10 (2 Wo.)Rock | Erstveröffentlichung: 27. Juni 2008 Verkäufe: + 67.500  |

### Kompilationen
| Jahr | Titel Musiklabel                                                            | Höchstplatzierung, Gesamtwochen, AuszeichnungChartplatzierungen (Jahr, Titel, Musiklabel, Platzierungen, Wochen, Auszeichnungen, Anmerkungen) | Höchstplatzierung, Gesamtwochen, AuszeichnungChartplatzierungen (Jahr, Titel, Musiklabel, Platzierungen, Wochen, Auszeichnungen, Anmerkungen) | Höchstplatzierung, Gesamtwochen, AuszeichnungChartplatzierungen (Jahr, Titel, Musiklabel, Platzierungen, Wochen, Auszeichnungen, Anmerkungen) | Höchstplatzierung, Gesamtwochen, AuszeichnungChartplatzierungen (Jahr, Titel, Musiklabel, Platzierungen, Wochen, Auszeichnungen, Anmerkungen) | Höchstplatzierung, Gesamtwochen, AuszeichnungChartplatzierungen (Jahr, Titel, Musiklabel, Platzierungen, Wochen, Auszeichnungen, Anmerkungen) | Höchstplatzierung, Gesamtwochen, AuszeichnungChartplatzierungen (Jahr, Titel, Musiklabel, Platzierungen, Wochen, Auszeichnungen, Anmerkungen) | Anmerkungen                                             |
| Jahr | Titel Musiklabel                                                            | DE | AT | CH | UK | US | Rock | Anmerkungen                                             |
| ---- | --------------------------------------------------------------------------- | --- | --- | --- | --- | --- | --- | ------------------------------------------------------- |
| 2014 | May Death Never Stop You: The Greatest Hits 2001–2013 Reprise Records (WMG) | DE66 (1 Wo.)DE | — | — | UK15 Platin · (9 Wo.)UK | US9 (6 Wo.)US | Rock2 (4 Wo.)Rock | Erstveröffentlichung: 21. März 2014 Verkäufe: + 307.500 |
| 2016 | The Black Parade / Living with Ghosts Reprise Records (WMG)                 | — | — | — | UK11 (2 Wo.)UK | — | — | Erstveröffentlichung: 23. September 2016                |

### EPs
| Jahr | Titel Musiklabel                                    | Anmerkungen                             |
| ---- | --------------------------------------------------- | --------------------------------------- |
| 2002 | Like Phantoms, Forever Eyeball Records              | Erstveröffentlichung: August 2002       |
| 2005 | Warped Tour Bootleg Series Reprise Records (WMG)    | Erstveröffentlichung: 19. Juli 2005     |
| 2007 | Live and Rare Reprise Records (WMG)                 | Erstveröffentlichung: 19. Dezember 2007 |
| 2009 | The Black Parade: The B-Sides Reprise Records (WMG) | Erstveröffentlichung: 3. Februar 2009   |
| 2010 | The Mad Gear and Missile Kid Reprise Records (WMG)  | Erstveröffentlichung: 22. November 2010 |
| 2012 | The Kids from Yesterday Reprise Records (WMG)       | Erstveröffentlichung: 16. Januar 2012   |

## Singles

### Als Leadmusiker
| Jahr | Titel Album                                                                                              | Höchstplatzierung, Gesamtwochen, AuszeichnungChartplatzierungen (Jahr, Titel, Album, Platzierungen, Wochen, Auszeichnungen, Anmerkungen) | Höchstplatzierung, Gesamtwochen, AuszeichnungChartplatzierungen (Jahr, Titel, Album, Platzierungen, Wochen, Auszeichnungen, Anmerkungen) | Höchstplatzierung, Gesamtwochen, AuszeichnungChartplatzierungen (Jahr, Titel, Album, Platzierungen, Wochen, Auszeichnungen, Anmerkungen) | Höchstplatzierung, Gesamtwochen, AuszeichnungChartplatzierungen (Jahr, Titel, Album, Platzierungen, Wochen, Auszeichnungen, Anmerkungen) | Höchstplatzierung, Gesamtwochen, AuszeichnungChartplatzierungen (Jahr, Titel, Album, Platzierungen, Wochen, Auszeichnungen, Anmerkungen) | Höchstplatzierung, Gesamtwochen, AuszeichnungChartplatzierungen (Jahr, Titel, Album, Platzierungen, Wochen, Auszeichnungen, Anmerkungen) | Anmerkungen                                                    |
| Jahr | Titel Album                                                                                              | DE | AT | CH | UK | US | Rock | Anmerkungen                                                    |
| ---- | --- | --- | --- | --- | --- | --- | --- | -------------------------------------------------------------- |
| 2002 | Vampires Will Never Hurt You I Brought You My Bullets, You Brought Me Your Love                          | — | — | — | — | — | — | Erstveröffentlichung: 27. Mai 2002                             |
| 2003 | Honey, This Mirror Isn’t Big Enough for the Two of Us I Brought You My Bullets, You Brought Me Your Love | — | — | — | — | — | — | Erstveröffentlichung: 15. Dezember 2003                        |
| 2004 | Headfirst for Halos I Brought You My Bullets, You Brought Me Your Love                                   | — | — | — | UK80 (1 Wo.)UK | — | — | Erstveröffentlichung: 5. April 2004                            |
| 2004 | I’m Not Okay (I Promise) Three Cheers for Sweet Revenge                                                  | — | — | — | UK19 Platin · (11 Wo.)UK | US86 ×3Dreifachplatin · (6 Wo.)US | Rock21 (1 Wo.)Rock | Erstveröffentlichung: 7. Dezember 2004 Verkäufe: + 3.760.000   |
| 2004 | Thank You for the Venom Three Cheers for Sweet Revenge                                                   | — | — | — | UK71 (1 Wo.)UK | US— GoldUS | — | Erstveröffentlichung: 13. Dezember 2004 Verkäufe: + 500.000    |
| 2005 | Helena (So Long & Goodnight) Three Cheers for Sweet Revenge                                              | DE67 (6 Wo.)DE | — | — | UK20 Gold · (5 Wo.)UK | US33 ×4Vierfachplatin · (16 Wo.)US | Rock19 (2 Wo.)Rock | Erstveröffentlichung: 3. März 2005 Verkäufe: + 4.560.000       |
| 2005 | The Ghost of You Three Cheers for Sweet Revenge                                                          | — | — | — | UK27 Silber · (2 Wo.)UK | US84 Platin · (1 Wo.)US | — | Erstveröffentlichung: 29. August 2005 Verkäufe: + 1.280.000    |
| 2006 | Welcome to the Black Parade The Black Parade                                                             | DE58 (9 Wo.)DE | — | CH64 (5 Wo.)CH | UK1 ×2Doppelplatin · (26 Wo.)UK | US9 ×7Siebenfachplatin · (26 Wo.)US | Rock6 (2 Wo.)Rock | Erstveröffentlichung: 11. September 2006 Verkäufe: + 8.444.000 |
| 2007 | Famous Last Words The Black Parade                                                                       | DE68 (4 Wo.)DE | AT57 (2 Wo.)AT | — | UK8 Gold · (11 Wo.)UK | US88 ×2Doppelplatin · (7 Wo.)US | — | Erstveröffentlichung: 22. Januar 2007 Verkäufe: + 2.430.000    |
| 2007 | I Don’t Love You The Black Parade                                                                        | DE89 (1 Wo.)DE | — | — | UK13 Silber · (9 Wo.)UK | US— PlatinUS | — | Erstveröffentlichung: 2. April 2007 Verkäufe: + 1.280.000      |
| 2007 | Teenagers The Black Parade                                                                               | DE74 (2 Wo.)DE | AT50 (2 Wo.)AT | — | UK9 ×2Doppelplatin · (23 Wo.)UK | US67 ×6Sechsfachplatin · (20 Wo.)US | Rock16 (2 Wo.)Rock | Erstveröffentlichung: 9. Juli 2007 Verkäufe: + 7.815.000       |
| 2009 | Desolation Row Watchmen: Music from the Motion Picture                                                   | — | — | — | UK52 (1 Wo.)UK | — | — | Erstveröffentlichung: 26. Januar 2009 Original: Bob Dylan      |
| 2010 | Na Na Na (Na Na Na Na Na Na Na Na Na) Danger Days: The True Lives of the Fabulous Killjoys               | DE94 (2 Wo.)DE | AT71 (1 Wo.)AT | — | UK31 Gold · (4 Wo.)UK | US77 (1 Wo.)US | Rock21 (8 Wo.)Rock | Erstveröffentlichung: 28. September 2010 Verkäufe: + 400.000   |
| 2010 | The Only Hope for Me Is You Danger Days: The True Lives of the Fabulous Killjoys                         | — | — | — | — | — | — | Erstveröffentlichung: 12. Oktober 2010                         |
| 2010 | Sing Danger Days: The True Lives of the Fabulous Killjoys                                                | — | — | — | UK50 Silber · (5 Wo.)UK | US58 Gold · (17 Wo.)US | Rock4 (20 Wo.)Rock | Erstveröffentlichung: 4. November 2010 Verkäufe: + 700.000     |
| 2011 | Planetary (Go!) Danger Days: The True Lives of the Fabulous Killjoys                                     | — | — | — | — | — | — | Erstveröffentlichung: 27. März 2011                            |
| 2011 | Bulletproof Heart Danger Days: The True Lives of the Fabulous Killjoys                                   | — | — | — | — | — | Rock42 (5 Wo.)Rock | Erstveröffentlichung: 13. Juni 2011                            |
| 2012 | Number One: Boy Division Conventional Weapons                                                            | — | — | — | UK76 (1 Wo.)UK | — | Rock30 (1 Wo.)Rock | Erstveröffentlichung: 30. Oktober 2012                         |
| 2012 | Number Two: Ambulance Conventional Weapons                                                               | — | — | — | — | — | — | Erstveröffentlichung: 19. November 2012                        |
| 2012 | Number Three: The World Is Ugly Conventional Weapons                                                     | — | — | — | — | — | — | Erstveröffentlichung: 18. Dezember 2012                        |
| 2013 | Number Four: Kiss the Ring Conventional Weapons                                                          | — | — | — | — | — | Rock39 (1 Wo.)Rock | Erstveröffentlichung: 8. Januar 2013                           |
| 2013 | Number Five: Surrender the Night Conventional Weapons                                                    | — | — | — | — | — | — | Erstveröffentlichung: 5. Februar 2013                          |
| 2014 | Fake Your Death May Death Never Stop You: The Greatest Hits 2001–2013                                    | — | — | — | UK63 (1 Wo.)UK | — | Rock47 (1 Wo.)Rock | Erstveröffentlichung: 17. Februar 2014                         |
| 2022 | The Foundations of Decay –                                                                               | — | — | — | UK37 (1 Wo.)UK | — | Rock7 (6 Wo.)Rock | Erstveröffentlichung: 12. Mai 2022                             |

grau schraffiert: keine Chartdaten aus diesem Jahr verfügbar

### Als Gastmusiker
| Jahr | Titel Album                                 | Höchstplatzierung, Gesamtwochen, AuszeichnungChartplatzierungen (Jahr, Titel, Album, Platzierungen, Wochen, Auszeichnungen, Anmerkungen) | Höchstplatzierung, Gesamtwochen, AuszeichnungChartplatzierungen (Jahr, Titel, Album, Platzierungen, Wochen, Auszeichnungen, Anmerkungen) | Höchstplatzierung, Gesamtwochen, AuszeichnungChartplatzierungen (Jahr, Titel, Album, Platzierungen, Wochen, Auszeichnungen, Anmerkungen) | Höchstplatzierung, Gesamtwochen, AuszeichnungChartplatzierungen (Jahr, Titel, Album, Platzierungen, Wochen, Auszeichnungen, Anmerkungen) | Höchstplatzierung, Gesamtwochen, AuszeichnungChartplatzierungen (Jahr, Titel, Album, Platzierungen, Wochen, Auszeichnungen, Anmerkungen) | Höchstplatzierung, Gesamtwochen, AuszeichnungChartplatzierungen (Jahr, Titel, Album, Platzierungen, Wochen, Auszeichnungen, Anmerkungen) | Anmerkungen                                                                                           |
| Jahr | Titel Album                                 | DE | AT | CH | UK | US | Rock | Anmerkungen                                                                                           |
| ---- | ------------------------------------------- | --- | --- | --- | --- | --- | --- | --- |
| 2005 | Under Pressure In Love and Death (Re-Issue) | — | — | — | — | US41 (3 Wo.)US | — | Erstveröffentlichung: 12. April 2005 The Used feat. My Chemical Romance Original: Queen & David Bowie |

grau schraffiert: keine Chartdaten aus diesem Jahr verfügbar

## Videoalben und Musikvideos

### Videoalben
| Jahr | Titel Musiklabel                                | Höchstplatzierung, Gesamtwochen, AuszeichnungChartplatzierungen (Jahr, Titel, Musiklabel, Platzierungen, Wochen, Auszeichnungen, Anmerkungen) | Höchstplatzierung, Gesamtwochen, AuszeichnungChartplatzierungen (Jahr, Titel, Musiklabel, Platzierungen, Wochen, Auszeichnungen, Anmerkungen) | Höchstplatzierung, Gesamtwochen, AuszeichnungChartplatzierungen (Jahr, Titel, Musiklabel, Platzierungen, Wochen, Auszeichnungen, Anmerkungen) | Höchstplatzierung, Gesamtwochen, AuszeichnungChartplatzierungen (Jahr, Titel, Musiklabel, Platzierungen, Wochen, Auszeichnungen, Anmerkungen) | Höchstplatzierung, Gesamtwochen, AuszeichnungChartplatzierungen (Jahr, Titel, Musiklabel, Platzierungen, Wochen, Auszeichnungen, Anmerkungen) | Höchstplatzierung, Gesamtwochen, AuszeichnungChartplatzierungen (Jahr, Titel, Musiklabel, Platzierungen, Wochen, Auszeichnungen, Anmerkungen) | Anmerkungen                                                                |
| Jahr | Titel Musiklabel                                | DE | AT | CH | UK | US | Rock | Anmerkungen                                                                |
| ---- | ----------------------------------------------- | --- | --- | --- | --- | --- | --- | -------------------------------------------------------------------------- |
| 2006 | Life on the Murder Scene Reprise Records (WMG)  | — | — | — | — | — | — | Erstveröffentlichung: 21. März 2006 Verkäufe: + 8.000                      |
| 2008 | The Black Parade Is Dead! Reprise Records (WMG) | DE*DE | — | — | — | US— ×2DoppelplatinUS | — | Erstveröffentlichung: 27. Juni 2008 Verkäufe: + 200.000; * siehe Livealbum |

### Musikvideos
| Jahr | Titel                                                 | Regie                                         |
| ---- | ----------------------------------------------------- | --------------------------------------------- |
| 2002 | Honey, This Mirror Isn’t Big Enough for the Two of Us | Marc Debiak, Mark Serao                       |
| 2002 | Vampires Will Never Hurt You                          | Marc Debiak                                   |
| 2004 | I’m Not Okay (I Promise)                              | Greg Kaplan (Version 1) Marc Webb (Version 2) |
| 2005 | Helena (So Long & Goodnight)                          | Marc Webb                                     |
| 2005 | The Ghost of You                                      | Marc Webb                                     |
| 2006 | Welcome to the Black Parade                           | Samuel Bayer                                  |
| 2006 | Famous Last Words                                     | Samuel Bayer                                  |
| 2007 | I Don’t Love You                                      | Marc Webb                                     |
| 2007 | Teenagers                                             | Marc Webb                                     |
| 2009 | Desolation Row                                        | Zack Snyder                                   |
| 2010 | Na Na Na (Na Na Na Na Na Na Na Na Na)                 | Robert Schober, Gerard Way                    |
| 2010 | Sing                                                  | P. R. Brown, Gerard Way                       |
| 2011 | Planetary (Go!)                                       | Michael Sterling Eaton                        |
| 2011 | Sing It for Japan                                     | Ray Toro, Claire Marie Vogel                  |
| 2012 | The Kids from Yesterday                               | Emily Rose Eisemann                           |
| 2014 | Fake Your Death                                       | Thomas Kirk                                   |
| 2014 | Blood                                                 | Marc Webb                                     |
| 2022 | The Foundations of Decay                              | Aaron Hymes                                   |

## Boxsets
| Jahr | Titel Musiklabel                           | Anmerkungen                           |
| ---- | ------------------------------------------ | ------------------------------------- |
| 2013 | Conventional Weapons Reprise Records (WMG) | Erstveröffentlichung: 5. Februar 2013 |

## Promoveröffentlichungen
| Jahr | Titel Album                                                            | Anmerkungen                                                               |
| ---- | ---------------------------------------------------------------------- | ------------------------------------------------------------------------- |
| 2007 | Cancer / House of Wolves (Live at O2 Music Flash) –                    | Erstveröffentlichung: 2007 · Verkäufe: + 500.000; US: Gold                |
| 2011 | Bulletproof Heart Danger Days: The True Lives of the Fabulous Killjoys | Erstveröffentlichung: 2011                                                |
| 2011 | #SINGItForJapan –                                                      | Erstveröffentlichung: 13. April 2011 Original: My Chemical Romance – Sing |

## Sonderveröffentlichungen

### Alben
| Jahr | Titel Musiklabel                                   | Anmerkungen                                                         |
| ---- | -------------------------------------------------- | ------------------------------------------------------------------- |
| 2011 | iTunes Festival: London 2011 Reprise Records (WMG) | Erstveröffentlichung: 18. Juli 2011 Veröffentlichung nur via iTunes |

### Lieder
| Jahr | Titel Album                                 | Anmerkungen                                                                                         |
| ---- | ------------------------------------------- | --------------------------------------------------------------------------------------------------- |
| 2005 | Under Pressure In Love and Death (Re-Issue) | Erstveröffentlichung: 13. Mai 2005 The Used feat. My Chemical Romance Original: Queen & David Bowie |

| Jahr | Titel Album                                                                                         | Anmerkungen                                                     |
| ---- | --------------------------------------------------------------------------------------------------- | --------------------------------------------------------------- |
| 2004 | Headfirst for Halos (Live) In Honor: A Compilation to Beat Cancer                                   | Erstveröffentlichung: 21. September 2004                        |
| 2004 | All I Want for Christmas Is You Kevin & Bean’s Christmastime in the 909                             | Erstveröffentlichung: 23. September 2004 Original: Mariah Carey |
| 2005 | Astro Zombies Tony Hawk’s American Wasteland                                                        | Erstveröffentlichung: 18. Oktober 2005 Original: Misfits        |
| 2006 | Song 2 Radio 1’s Live Lounge                                                                        | Erstveröffentlichung: 16. Oktober 2006 Original: Blur           |
| 2007 | House of Wolves" (Live) The Bamboozle 2007                                                          | Erstveröffentlichung: 24. April 2007                            |
| 2012 | Desolation Row (Live) Chimes of Freedom                                                             | Erstveröffentlichung: 24. Januar 2012 Original: Bob Dylan       |
| 2017 | Welcome to the Black Parade (Steve Aoki 10th Anniversary Remix) Dim Mak Greatest Hits 2016: Remixes | Erstveröffentlichung: 20. Januar 2017                           |
| 2017 | Every Snowflake Is Different (Just Like You) Yo Gabba Gabba! Hey!                                   | Erstveröffentlichung: 14. Juli 2017                             |

| Jahr | Titel Soundtrack                                  | Anmerkungen                                            |
| ---- | ------------------------------------------------- | ------------------------------------------------------ |
| 2006 | To the End (RnR Cheryl Mix) Underworld: Evolution | Erstveröffentlichung: 10. Januar 2006                  |
| 2009 | Desolation Row Watchmen – Die Wächter             | Erstveröffentlichung: 6. März 2009 Original: Bob Dylan |

### Videoalben
| Jahr | Titel Musiklabel                                                        | Anmerkungen                                                                                |
| ---- | ----------------------------------------------------------------------- | ------------------------------------------------------------------------------------------ |
| 2005 | Three Cheers for Sweet Revenge (Japanese Edition) Reprise Records (WMG) | Erstveröffentlichung: 26. Januar 2005 CD+DVD; Verkäufe werden dem Studioalbum hinzuaddiert |
| 2007 | AOL Sessions Reprise Records (WMG)                                      | Erstveröffentlichung: 18. März 2007 Veröffentlichung nur via iTunes                        |
| 2009 | ¡Venganza! Reprise Records (WMG)                                        | Erstveröffentlichung: 10. April 2009 Veröffentlichung als USB-Massenspeicher               |

## Statistik

### Chartauswertung
|                     | DE    | AT    | CH    | UK    | US    | Rock      |
| ------------------- | ----- | ----- | ----- | ----- | ----- | --------- |
| Nummer-eins-Alben   | DE—DE | AT—AT | CH—CH | UK—UK | US—US | Rock3Rock |
| Top-10-Alben        | DE—DE | AT1AT | CH—CH | UK2UK | US4US | Rock6Rock |
| Alben in den Charts | DE5DE | AT4AT | CH2CH | UK7UK | US6US | Rock6Rock |

|                       | DE    | AT    | CH    | UK     | US    | Rock       |
| --------------------- | ----- | ----- | ----- | ------ | ----- | ---------- |
| Nummer-eins-Singles   | DE—DE | AT—AT | CH—CH | UK1UK  | US—US | Rock—Rock  |
| Top-10-Singles        | DE—DE | AT—AT | CH—CH | UK3UK  | US1US | Rock3Rock  |
| Singles in den Charts | DE6DE | AT3AT | CH1CH | UK15UK | US9US | Rock11Rock |

### Auszeichnungen für Musikverkäufe
| Silberne Schallplatte - Vereinigtes Königreich - 2023: für das Lied Dead! - 2023: für das Lied Mama Goldene Schallplatte - Argentinien - 2005: für das Album The Black Parade - 2005: für das Album Three Cheers for Sweet Revenge - Australien - 2006: für das Album Three Cheers for Sweet Revenge - Chile - 2008: für das Album The Black Parade - Dänemark - 2007: für die Single Welcome to the Black Parade - 2024: für die Single Teenagers - Irland - 2005: für das Album Three Cheers for Sweet Revenge - 2011: für das Album Danger Days: The True Lives of the Fabulous Killjoys - Italien - 2023: für das Album The Black Parade - 2024: für die Single Teenagers - Japan - 2010: für die Single Welcome to the Black Parade (Mobile Downloads) - Mexiko - 2005: für das Album Three Cheers for Sweet Revenge - 2007: für das Album The Black Parade - Neuseeland - 2010: für das Album Danger Days: The True Lives of the Fabulous Killjoys - 2020: für das Album May Death Never Stop You: The Greatest Hits 2001–2013 - 2022: für das Album The Black Parade Is Dead! - Spanien - 2024: für die Single Teenagers - Vereinigte Staaten - 2021: für das Lied Dead! - 2025: für das Lied You Know What They Do to Guys Like Us in Prison - 2025: für das Lied Disenchanted - 2025: für das Lied House of Wolves - 2025: für das Lied The Sharpest Lives - 2025: für das Lied This i How I Disappear - 2025: für das Lied The End | Platin-Schallplatte - Argentinien - 2006: für das Videoalbum Life on the Murder Scene - Australien - 2007: für das Album The Black Parade - Europa - 2012: für das Album The Black Parade - Irland - 2006: für das Album The Black Parade - Japan - 2007: für das Album The Black Parade - Kanada - 2025: für die Single The Ghost of You - 2025: für die Single I Don’t Love You - Neuseeland - 2021: für das Album Three Cheers for Sweet Revenge - 2024: für die Single Famous Last Words - Vereinigte Staaten - 2025: für das Lied Mama 2× Platin-Schallplatte - Kanada - 2024: für die Single I’m Not Okay (I Promise) - 2024: für die Single Helena (So Long & Goodnight) - Neuseeland - 2022: für die Single Welcome to the Black Parade 3× Platin-Schallplatte - Kanada - 2025: für das Album The Black Parade - Neuseeland - 2022: für das Album The Black Parade - 2024: für die Single Teenagers 4× Platin-Schallplatte - Kanada - 2025: für das Album Three Cheers for Sweet Revenge 5× Platin-Schallplatte - Kanada - 2025: für die Single Teenagers - 2025: für die Single Welcome to the Black Parade |

Anmerkung: Auszeichnungen in Ländern aus den Charttabellen bzw. Chartboxen sind in ebendiesen zu finden.
| Land/RegionAuszeichnungen für Musikverkäufe (Land/Region, Auszeichnungen, Verkäufe, Quellen) | Silber     | Gold       | Platin       | Verkäufe    | Quellen                                                   |
| -------------------------------------------------------------------------------------------- | ---------- | ---------- | ------------ | ----------- | --------------------------------------------------------- |
| Argentinien (CAPIF)                                                                          | —          | 2× Gold2   | Platin1      | 48.000      | capif.org.ar                                              |
| Australien (ARIA)                                                                            | —          | Gold1      | Platin1      | 105.000     | aria.com.au                                               |
| Chile (IFPI)                                                                                 | —          | Gold1      | —            | 7.500       | Einzelnachweise                                           |
| Dänemark (IFPI)                                                                              | —          | 2× Gold2   | —            | 49.000      | ifpi.dk                                                   |
| Europa (IFPI)                                                                                | —          | —          | Platin1      | (1.000.000) | ifpi.org (Memento vom 1. Januar 2014 im Internet Archive) |
| Irland (IRMA)                                                                                | —          | 2× Gold2   | Platin1      | 30.000      | irishcharts.ie                                            |
| Italien (FIMI)                                                                               | —          | 2× Gold2   | —            | 75.000      | fimi.it                                                   |
| Japan (RIAJ)                                                                                 | —          | Gold1      | Platin1      | 350.000     | riaj.or.jp JP2                                            |
| Kanada (MC)                                                                                  | —          | —          | 23× Platin23 | 1.960.000   | musiccanada.com                                           |
| Mexiko (AMPROFON)                                                                            | —          | 2× Gold2   | —            | 100.000     | amprofon.com.mx                                           |
| Neuseeland (RMNZ)                                                                            | —          | 3× Gold3   | 10× Platin10 | 262.500     | aotearoamusiccharts.co.nz NZ2 NZ3                         |
| Spanien (Promusicae)                                                                         | —          | Gold1      | —            | 30.000      | elportaldemusica.es                                       |
| Vereinigte Staaten (RIAA)                                                                    | —          | 11× Gold11 | 34× Platin34 | 37.700.000  | riaa.com                                                  |
| Vereinigtes Königreich (BPI)                                                                 | 4× Silber4 | 6× Gold6   | 10× Platin10 | 6.860.000   | bpi.co.uk                                                 |
| Insgesamt                                                                                    | 4× Silber4 | 34× Gold34 | 82× Platin82 |             |                                                           |